# Amaethon
En la mitología galesa, Amaethon o Amathaon (en galés; "gran arador"), era hijo de Dôn y una deidad supuestamente agrícola.

## Etimología
Este teónimo podría derivar del proto-celta *Ambaxtonos que significa "gran arador, granjero, labrador", una forma aumentativa de ambactos (en última instancia de *ambhi-ag-to-). Sin embargo, también podría derivar de la palabra galesa amaeth (agricultura).